# ماثيو سويني
ماثيو سويني (بالإنجليزية: Matthew Sweeney)‏ هو كاتب وشاعر أيرلندي، ولد في 1951 في Lifford ‏ في جمهورية أيرلندا، وتوفي في 5 أغسطس 2018 في المستشفى الجامعي لكورك ‏ في جمهورية أيرلندا بسبب تصلب جانبي ضموري.

## وصلات خارجية
- ماثيو سويني على موقع أرشيف الشارخ.
- ماثيو سويني على موقع ميوزك برينز (الإنجليزية)